# Hermann Vogt (Schriftsteller)
Hermann Vogt (* 18. Oktober 1835 in Celle; † 24. Mai 1889 in Berlin) war ein deutscher Oberstleutnant, Sport- und Militärschriftsteller.

## Leben

### Militärkarriere
Vogt trat in die Hannoversche Armee ein und wurde am 2. November 1853 zum Leutnant im 3. leichten Bataillon in Münden unter Oberstleutnant Carl Adolph Thorbeck ernannt. Er wurde am 25. August 1858 zum Oberleutnant im 3. Jäger-Bataillon in Hannover befördert. 1865 wurde er Ritter des Albrechts-Ordens. Er trat nach dem Deutschen Krieg und der Annexion des Königreich Hannovers in die Preußische Armee ein und wurde im Frühjahr 1869 Kommandeur der 1. Eskadron des Husaren-Regiments „Graf Goetzen“ (2. Schlesisches) Nr. 6 in Leobschütz. Mit der Eskadron beteiligte er sich am Deutsch-Französischen Krieg. Er nahm u. a. an der Schlacht bei Sedan und der Schlacht bei Le Mans teil.
Vogt beendete 1879 aus Gesundheitsgründen als Oberstleutnant seine Militärkarriere und zog nach Leipzig um. Dort begann er 1882 seine Schriftstellerkarriere. Er arbeitete mehrfach mit Richard Knötel zusammen.

## Werke (Auswahl)
- Aus dem alten Hannover. Berlin, R. Eisenschmidt
- Das Buch vom Deutschen Heere. 1885, Bielefeld/Leipzig, Velhagen & Klasing
- 1870/71: Kriegstagebuch eines Truppenoffiziers. 1886, Berlin, R. Eisenschmidt (Digitalisat)
- Die europäischen Heere der Gegenwart. 1888, Rathenow, Max Babenzien (Digitalisat)
- Geschichte der deutschen Reiterei. (Drei Hefte), 1889, Rathenow, Max Babenzien
- Katechismus des Deutschen Heerwesens. 1890, Berlin, R. Eisenschmidt